# Radiolumineszcencia
A radiolumineszcencia az a jelenség, amikor egy anyagot ionizáló sugárzás ér (például béta-sugárzás), és ennek hatására fényt bocsát ki. A fotolumineszcencia egyik fajtája.

## Mechanizmus

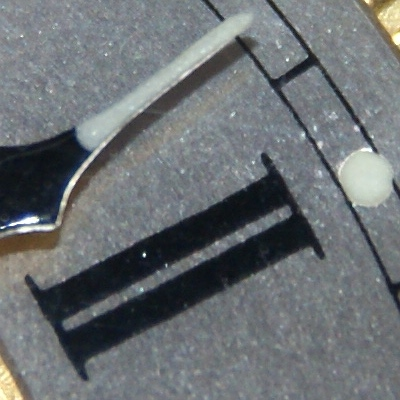
Fehér rádiumos festék egy óra számlapján

Radiolumineszcenciáról akkor beszélünk, amikor egy becsapódó sugárzó részecske összeütközik egy atommal vagy egy molekulával és ennek következtében gerjeszt egy pályamenti elektront egy magasabb energia szintre. A gerjesztett elektron visszatér alapszintű energia állapotába és közben kibocsát (emittál) egy fény fotont. 

### Spintariszkóp
Ernest Rutherford cinkszulfid-ezüsttel bevont spintariszkópot használt kísérleteinél, amikor felfedezte az alfa- és béta-sugárzásokat és következtetett az atommag létezésére.
A spintariszkóp egy kisméretű doboz, amelynek az alját belülről cink-szulfiddal vonták be, míg a másik oldalára egy lencsét helyeztek. A lencse és a cinkszulfid felület közé egy tűt tettek, amelyre kis mennyiségű radioaktív anyagot vittek fel. A tűről a cink-szulfid felületre került α-részecskék a nagyítón keresztül megfigyelhető szcintillációt, fényfelvillanást hoznak létre. A rádium bomlása során három olyan bomlási termék, leányelem is felhalmozódik, amelyek szintén részecskéket bocsátanak ki.

## Alkalmazása

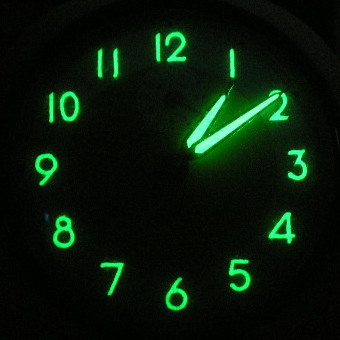
Rádiumos óraszámlap az 50-es évekből

Sötét helyeken használt eszközökben a hatás erősítésére foszforeszkáló anyaggal vegyítik a sugárzó anyagot. Történetileg a rádium és rézzel szennyezett cink-szulfid keveréket használtak analóg műszerek skálájának a festésére, amely zölden világító színt adott.
Foszfor, mely rézzel szennyezett cinkszulfidot tartalmaz, világoskék színnel világít; réz és magnéziummal szennyezett cinkszulfid sárgásnarancs színt ad. 
25 mg/cm² -nél vastagabb foszfort nem alkalmaznak az önabszorpció miatt. A cinkszulfid probléma lehet a fokozatos degradáció a kristályos szerkezet miatt és ezért a fényesség csökken. 

## Sugárforrások

### Trícium
A trícium a hidrogén radioaktív izotópja.
A triciumot, mint béta sugárzó forrást több alkalmazásnál is használják , és így az általa generált fénykibocsátást alkalmazzák, ahol nem elektromosságot használnak világító jelzésekre (például vészkijáratoknál, stb). A tríciumból kiszabaduló elektronok előidézik a foszfor ragyogását, így a két elemből önmegvilágító eszközök készíthetők, például: vészkijárat jelzések.

### Rádium
A rádium (vegyjele Ra, rendszáma 88) egy radioaktív kémiai elem, az alkáliföldfémek csoportjának utolsó, 6. eleme.
Rádium alapú lumineszkáló festéseket már nem használnak a sugárzási kockázat miatt.

## Külső hivatkozások
- radioluminescence (physics) -- Britannica Online Encyclopedia (angol nyelven). britannica.com, 2012 [last update]. (Hozzáférés: 2012. február 18.)
- Mass Media & Environmental Conflict -- Radium Girls (angol nyelven). radford.edu, 2011 [last update]. [2009. július 21-i dátummal az eredetiből archiválva]. (Hozzáférés: 2012. február 18.)